# Kapıkulu

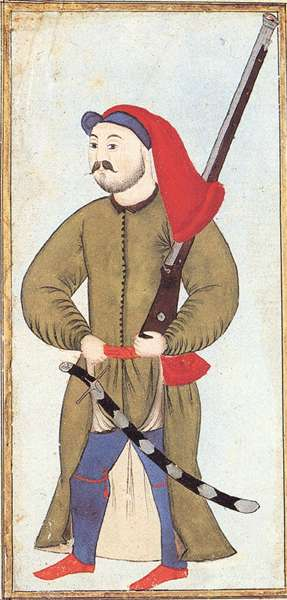
Un soldat ottoman en 1570.

Les Kapikoulou (en turc ottoman : قپوقولی اوجاغی / Kapıkulu Ocağı, littéralement les « esclaves de la Porte ») étaient les soldats aux ordres directs du sultan composant l'essentiel de l'armée ottomane depuis la « période classique » (milieu du XVe siècle). Avant la création des kapikoulou par Mourad Ier, l'infanterie (yaya) et la cavalerie (müsellems) était formée par des mercenaires étrangers payés par les nobles.
Les kapikoulou possèdent une branche de cavalerie (Süvarileri) et d'infanterie (Piyadeleri), auxquels appartenaient les janissaires.

## La cavalerie:Kapıkulu Süvarileri
La cavalerie du sultan est composée d'esclaves et divisée en six divisions appelées Altı bölük halkı (littéralement « six divisions de cavalerie ») dont la principale est celle des sipahis. Ils étaient généralement les unités les plus proches du sultan lorsqu'il était en campagne, l'ensemble de leurs formations étant situés au centre de l'armée.

### Sipahis
Les sipahis (les « cavaliers ») combattent à la droite du sultan et sont placés directement sous ses ordres. Ils sont recrutés parmi les anciens janissaires ou les iç oghlan, les élèves les plus doués sélectionnés parmi les enfants ramassés selon la taxe du devchirmé. Unité de cavalerie légère, ils sont armés d'un sabre et d'arc et de flèches, ainsi qu'un bouclier et d'une armure légère, ce qui leur permet de mener des attaques rapides

### Silâhdar
Les silâhdars (les « écuyers ») chevauchent à la gauche du sultan et sont responsables de sa protection.

### Ulufeciler
Les Ulufeciler (Ulufedji au singulier, les « détendeurs de solde ») chevauchent à droite (Sağ Ulufeciler) et à gauche (Sol Ulufeciler) du sultan, de part-et-d'autre des sipahis et des silâhdars. Ils sont chargés de la protection du trésor royal en campagne.

### Garipler
Les Garipler (Gureba au singulier, les « étrangers ») flanquent les deux extrémités de l'armée. À droite (Sağ Garipler) et à gauche (Sol Garipler), ils sont les porte-étendards de l'armée du sultan.

## L'infanterie:Kapıkulu Piyadeleri

### Yeniçeri
Les janissaires (Yeniçeri) sont la composante principale de l'infanterie kapikoulou. Les soldats sont entraînés après avoir été « ramassés » selon la loi du devchirmé parmi les garçons chrétiens de sept à quatorze ans des terres conquises par l'Empire. Constituant l'élite de l'armée du sultan, les janissaires ont acquis une réputation intrépide parmi les armées contemporaines.

### Acemi
Les Acemi (« novices ») sont les élèves en formation de l'armée du sultan. La plupart sont destinés à devenir janissaires, ayant été arrachés à leurs familles, souvent d'origine chrétienne dans les Balkans, par la taxe du devchirmé et convertis à l'Islam.